# 上島長久

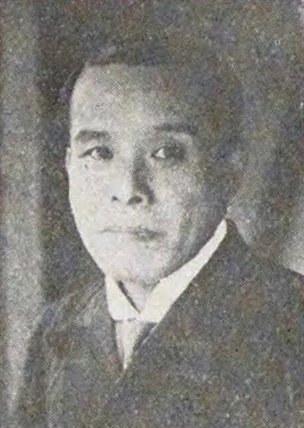
上島長久

上島 長久（うわじま ながひさ、1865年1月23日〈元治元年12月26日〉- 1918年〈大正7年〉5月18日）は、日本の衆議院議員（憲政会）。ジャーナリスト。号は笠山。義兄に検事総長の春木義彰。

## 経歴
大和国平群郡法隆寺村（現在の奈良県生駒郡斑鳩町）に中宮寺門跡家司で勤王家の上島掃部の子として生まれる。
1885年（明治18年）、東京専門学校（現在の早稲田大学）を卒業。裁判所書記、釧路十勝共同汽船会社社員、函館商業学校嘱託教員を経て、『函館新聞』記者となった。1895年（明治28年）、報知新聞社に入り、主筆を務めた。
1917年（大正6年）、第13回衆議院議員総選挙に出馬し、当選を果たした。

## 著書
- 『釈元恭』（1896年、春陽堂）
- 『鉄禅的快男児釈元恭』 - 鴻盟社1895年、春陽堂1896年の合本複製
- 『紳士読本』（1903年、豊文堂）
- 『財政刷新論（上・中・下）』（公民同盟出版部、1915年）
- 『日支親善論』（公民同盟出版部、1915年）